# Коло дел Лупо (Козенца)
Коло дел Лупо је насеље у Италији у округу Козенца, региону Калабрија.
Према процени из 2011. у насељу је живело 48 становника. Насеље се налази на надморској висини од 128 м.